# Winfried Wagner (Schauspieler)
Winfried Wagner (* 24. Oktober 1937 in Sebnitz; † 16. Juni 2018 in Zeuthen) war ein deutscher Schauspieler.

## Leben
Winfried Wagner wurde 1937 als siebentes von acht Kindern einer katholischen Lehrerfamilie im sächsischen Sebnitz geboren. Er gehörte bis zum Abitur, das er 1955 an der Dresdner Kreuzschule ablegte, zu den Dresdner Kapellknaben, hatte eine in die Höhe reichende baritonale Gesangsstimme von wundersamem Timbre. Die Schauspielerin Antonia Dietrich entdeckte bei einer Weihnachtsaufführung das Theatertalent des Sängerknaben und er trat ein Studium an der Theaterhochschule Leipzig an.
Nach dieser Ausbildung kam er zum Meininger Theater, bis ihn sein ehemaliger Lehrer Otto Lang an das Deutsche Nationaltheater Weimar holte. 1963 wurde er von Wolfgang Heinz an die Volksbühne Berlin berufen, der er bis 2006 angehörte. Hier fand Wagner auch den Weg zu Lieder- und Leseabenden, wobei ihm auch seine musikalische Ausbildung half. Einen weiteren großen Anteil an seinem Schaffen hatte das Fernsehen, für das er in vielen Filmen mitwirkte.
Von 1990 bis 1992 war Winfried Wagner amtierender Intendant der Berliner Volksbühne. Er fand seine letzte Ruhestätte auf dem Waldfriedhof in Senzig.

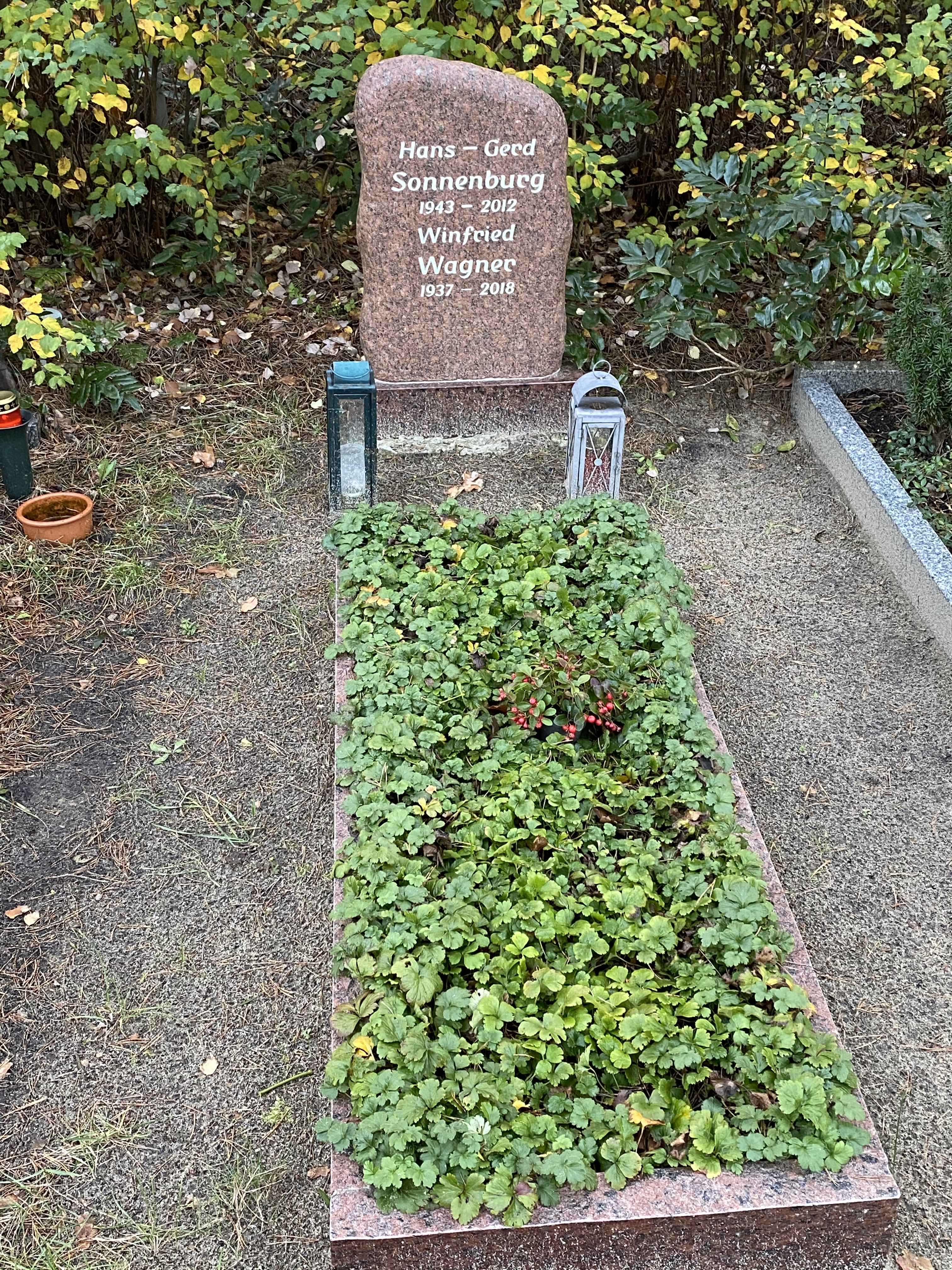
Grabmal des Schauspielers Winfried Wagner auf dem Senziger Friedhof

## Filmografie
- 1964: Schwarzer Samt
- 1968: Die Toten bleiben jung
- 1968: Piloten im Pyjama (Fernseh-Dokumentarfilm, vier Teile)
- 1970: He, Du!
- 1968–1970: Ich – Axel Cäsar Springer (Fernsehfilm,  fünf Teile)
- 1970: Caesar und Cleopatra (Theateraufzeichnung)
- 1971: Avantgarde (Theateraufzeichnung)
- 1971: Optimistische Tragödie (Fernsehfilm)
- 1973: Zement (Fernsehfilm, zwei Teile)
- 1981: Zwei Freunde in Preußen (Fernsehfilm)
- 1984: Das Puppenheim in Pinnow (Fernsehfilm)
- 1988: Schlaft nicht daheim (Fernsehfilm, Sprecher)
- 1989: Pestalozzis Berg
- 1994: Liebling Kreuzberg:  Berlin ist ein Dorf (4. Staffel, 2. Episode)
- 1996: Tatort: Tod im Jaguar  (Fernsehreihe)
- 1999: Nichts als die Wahrheit

## Theater
- 1958: William Shakespeare: Was ihr wollt (Junker Bleichenwang) – Regie: Fritz Bennewitz (Das Meininger Theater)
- 1958: Bertolt Brecht: Leben des Galilei (Der kleine Mönch) – Regie: Fritz Bennewitz (Das Meininger Theater)
- 1959: William Shakespeare: Hamlet (Hamlet) – Regie: Fritz Bennewitz (Das Meininger Theater)
- 1959: Friedrich Schiller: Don Carlos (Carlos) – Regie: Otto Lang (Deutsches Nationaltheater Weimar)
- 1964: Claus Hammel (Nach Theodor Fontane): Frau Jenny Treibel (Leopold) – Regie: Horst Schönemann (Maxim-Gorki-Theater Berlin)
- 1965: Curt Goetz: Hokuspokus – Regie: Ottofritz Gaillard (Volksbühne Berlin – Theater im III. Stock)
- 1966: Jean Anouilh: Jeanne oder die Lerche (Charles) – Regie: Hans-Joachim Martens (Volksbühne Berlin)
- 1967: Peter Weiss: Marat (Sänger) – Regie: Fritz Bornemann (Volksbühne Berlin)
- 1967: George Bernard Shaw: Cäsar und Cleopatra (Apollodorus) – Regie: Ottofritz Gaillard (Volksbühne Berlin)
- 1967: Helmut Baierl: Mysterium Buffo – Variante für Deutschland (Dramaturg) – Regie: Wolfgang Pintzka (Volksbühne Berlin)
- 1968: Friedrich Schiller: Don Carlos (Beichtvater) – Regie: Hannes Fischer (Volksbühne Berlin)
- 1968: Boris Djacenko: Doch unterm Rock der Teufel (Adjutant) – Regie: Fritz Bornemann (Volksbühne Berlin)
- 1968: Horst Kleinadam: Von Riesen und Menschen (Prüfungsingenieur) – Regie: Karl Gassauer (Volksbühne Berlin)
- 1969: William Shakespeare: Troilus und Cressida (Troilus) – Regie: Hannes Fischer (Volksbühne Berlin)
- 1970: Bertolt Brecht: Der gute Mensch von Sezuan (Gott) – Regie: Benno Besson (Volksbühne Berlin)
- 1970: Kurt Bartsch/Reiner Bredemeyer (Nach Jacques Offenbach): Orpheus (Styx) – Regie: Wolfgang Pintzka (Volksbühne Berlin)
- 1970: Walentin Katajew: Avantgarde (Alter Gärtner) – Regie: Fritz Marquardt (Volksbühne Berlin)
- 1971: Bertolt Brecht: Der gute Mensch von Sezuan (Arbeitsloser) – Regie: Benno Besson (Volksbühne Berlin)
- 1971: Carlo Gozzi: König Hirsch (Deramo) – Regie: Benno Besson/Brigitte Soubeyran (Volksbühne Berlin)
- 1972: Tirso de Molina: Don Gil von den grünen Hosen (Diener Caramanchel) – Regie: Brigitte Soubeyran (Volksbühne Berlin)
- 1973: André Müller: Das letzte Paradies – Regie: Benno Besson (Volksbühne Berlin)
- 1973: Denis Diderot: Rameaus Neffe (Philosoph) – Regie: Brigitte Soubeyran/Ernstgeorg Hering/Helmut Straßburger (Volksbühne Berlin – Sternfoyer)
- 1974: Francisco Pereira da Silva: Speckhut (Viehtreiber Joao) – Regie: Manfred Karge/Matthias Langhoff (Volksbühne Berlin)
- 1974: Kurt Bartsch: Der Bauch – Regie: Fritz Marquardt (Volksbühne Berlin)
- 1975: Carlo Gozzi: Das schöne grüne Vögelchen (Bruder) – Regie: Ernstgeorg Hering/Helmut Straßburger (Volksbühne Berlin)
- 1976: Heiner Müller: Die Bauern (Soll-Erfasser) – Regie: Fritz Marquardt (Volksbühne Berlin)
- 1977: Alexander W. Suchowo-Kobylin: Die Akte (Verwalter) – Regie: Berndt Renne (Volksbühne Berlin)
- 1977: Armin Stolper (Nach Michail Bulgakow): Aufzeichnungen eines Toten (Maksudow) – Regie: Ernstgeorg Hering/Helmut Straßburger (Volksbühne Berlin – Sternfoyer)
- 1979: Ferenc Molnár: Liliom – Regie: Brigitte Soubeyran/Irene Böhme (Volksbühne Berlin)
- 1980: Euripides: Die Frauen von Troja (Menelaos) – Regie: Berndt Renne (Volksbühne Berlin – Theater im III. Stock)
- 1980: Georg Kaiser: Von morgens bis mitternachts (Kassierer) – Regie: Uta Birnbaum (Volksbühne Berlin)
- 1980: Ivan Radoev: Die Menschenfresserin – Regie: Fritz Bornemann (Volksbühne Berlin)
- 1981: Carl Sternheim: Die Schule von Uznach (Erziehungsneuerer Siebenstern) – Regie: Gertrud-Elisabeth Zillmer (Volksbühne Berlin – Sternfoyer)
- 1982: Omar Saavedra Santis: Amapola (Garcia) – Ernstgeorg Hering/Helmut Straßburger (Volksbühne Berlin)
- 1984: Gerhart Hauptmann: Schluck und Jau – Regie: Siegfried Höchst/Gert Hof (Volksbühne Berlin)
- 1984: Paul Gratzik: Die Axt im Haus (David) – Regie: Harald Warmbrunn (Volksbühne Berlin – Theater im III. Stock)
- 1984: Albert Wendt: Mein dicker Mantel & Prinzessin Zartfuß und die sieben Elefanten (Dr. Ing. Mäusel) – Regie: Werner Tietze (Volksbühne Berlin – Theater im III. Stock)
- 1985: Eldar Rjasanow/Emil Braginsky: Garage (Professor Smirnowski) – Regie; Harald Warmbrunn (Volksbühne Berlin)
- 1985: Wsewolod Wischnewski: Optimistische Tragödie (Heimkehrer) – Regie: Siegfried Höchst/Gert Hof (Volksbühne Berlin)
- 1986: Molière: Der Geizige (Cleante) – Regie: Werner Tietze (Volksbühne Berlin)
- 1986: Ferdinand Bruckner: Heroische Komödie (Marschall Bernadotte) – Regie: Barbara Abend (Theater im Palast (TiP))
- 1986: Aristophanes: Die Vögel (Thereus) – Regie: Ernstgeorg Hering/Helmut Straßburger (Volksbühne Berlin)
- 1987: Michail Bulgakow: Der Meister und Margarita (Pilatus) – Regie: Siegfried Hoechst (Volksbühne Berlin)
- 1987: Adolf Glaßbrenner: Kaspar, der Mensch (Teufel) – Regie: Harald Warmbrunn (Volksbühne Berlin – Grüner Salon)
- 1987: Felicitas Loewe/Brigitte Spiegel/Werner Tietze: Der Kaiser und der Schuster. Prozeßberichte und Zeitdokumente zum Fall: Der Hauptmann von Köpenick (Wilhelm zwo) – Regie: Werner Tietze (Volksbühne Berlin – Sternfoyer)
- 1987: Alfred Döblin: Berlin Alexanderplatz (Tod) – Regie: Ernstgeorg Hering/Helmut Straßburger (Volksbühne Berlin)
- 1988: Lope de Vega: La Dama Boba (Otabio) – Regie: Horst Hawemann (Volksbühne Berlin)
- 1989: William Shakespeare: Hamlet (Geist) – Regie: Siegfried Hoechst (Volksbühne Berlin)
- 1989: Michail Bulgakow: Hundeherz (Assistent Bormental) – Regie: Horst Hawemann (Volksbühne Berlin)
- 1989: Ulrich Plenzdorf (Nach Tschingis Aitmatow): Zeit der Wölfe – Regie: Siegfried Höchst (Volksbühne Berlin)
- 1989: Wolfgang Amadeus Mozart: Der Schauspieldirektor (Schauspieldirektor Frank) – Regie: Renate Heitzmann (Staatsoper Unter den Linden – Apollosaal)
- 1990: Friedrich Schiller: Die Räuber (Graf von Moor) – Regie: Frank Castorf (Volksbühne Berlin)
- 1991: Anton Tschechow: Auf der großen Straße (Kuzma)  – Regie: Horst Hawemann (Volksbühne Berlin)
- 1991: Georg Büchner: Woyzeck (Doktor) – Regie: Andreas Kriegenburg (Volksbühne Berlin)
- 1992: William Shakespeare: König Lear (Herzog von Albany) – Regie: Frank Castorf (Volksbühne Berlin)
- 1992: Lew Lunz: Stadt der Gerechtigkeit – Regie: Andreas Kriegenburg (Volksbühne Berlin)
- 1993: Christoph Marthaler: Murx den Europäer! Murx ihn! Murx ihn! Murx ihn! Murx ihn ab! (Volksbühne Berlin)
- 1993: Daniil Charms: Die rausfallenden alten Weiber – Regie: Herbert Fritsch (Volksbühne Berlin)
- 1994: Carl Laufs/Wilhelm Jacoby/Heiner Müller: Pension Schöller: Die Schlacht – Regie: Frank Castorf (Volksbühne Berlin)
- 1994: Bertolt Brecht: Der gute Mensch von Sezuan – Regie: Andreas Kriegenburg (Volksbühne Berlin)
- 1994: Alexander Puschkin: Boris Godunow – Regie: Gero Troike (Volksbühne Berlin)
- 1995: Ernst Toller: Hinkemann – Regie: Andreas Kriegenburg (Volksbühne Berlin)
- 1995: Friedrich Hebbel: Die Nibelungen 1 und 2 – Born Bad – Regie: Frank Castorf (Volksbühne Berlin)
- 1996: Heiner Müller (Nach Fjodor Gladkow): Zement – Regie: Andreas Kriegenburg (Volksbühne Berlin)
- 2000: Robert Harris: Vaterland – Regie: Frank Castorf (Volksbühne Berlin)

## Hörspiele
- 1969: Bernhard Thieme: Protokoll über einen Zeitgenossen (Heinz Fink) – Regie: Fritz Göhler (Hörspiel – Rundfunk der DDR)
- 1969: Friedrich Schiller: Die Verschwörung des Fiesco zu Genua (Fiesco, Graf von Lavagna) – Regie: Peter Groeger (Hörspiel – Rundfunk der DDR)
- 1970: Stephan Hermlin: Scardanelli (Hölderlin) – Regie: Fritz Göhler (Hörspiel – Rundfunk der DDR)
- 1970: Ralph Knebel: Und nicht vergessen warum (Erzähler) – Regie: Fritz Göhler (Hörspiel – Rundfunk der DDR)
- 1970: Günther Rücker: Das Modell (Der Mann) – Regie: Günther Rücker (Hörspiel – Rundfunk der DDR)
- 1970: William Shakespeare: Othello (Jago) – Regie: Gert Andreae (Hörspiel – Rundfunk der DDR)
- 1971: Hans-Jörg Dost: Passio Camilo (Camilo) – Regie: Barbara Plensat/Detlef Kurzweg (Hörspiel – Rundfunk der DDR)
- 1972: Jan Klima: Der Tod liebt die Poesie (Dr. Nedbal) – Regie: Werner Grunow (Kriminalhörspiel – Rundfunk der DDR)
- 1973: Alfred Matusche: Van Gogh (Theo) – Regie: Peter Groeger (Biographie – Rundfunk der DDR)
- 1973: Hans Siebe: In Sachen Rogge (Staatsanwalt) – Regie: Fritz-Ernst Fechner (Hörspielreihe: Tatbestand Nr. 2 – Rundfunk der DDR)
- 1973: Hans Christian Andersen: Die wilden Schwäne (Erzähler) – Regie: Edgar Kaufmann/Barbara Plensat (Kinderhörspiel – Litera)
- 1974: Georges Courteline: Die Schwebebahn – Regie: Hans Knötzsch (Hörspiel – Rundfunk der DDR)
- 1980: Alfred Matusche: An beiden Ufern (Sprecher) – Regie: Peter Groeger (Hörspiel – Rundfunk der DDR)
- 1981: Joachim Priewe: Heinrich Vogeler (Heinrich Vogeler) – Regie: Barbara Plensat (Biographie – Rundfunk der DDR)
- 1982: Peter Hacks: Das Turmverlies – Geschichten von Henriette und Onkel Titus (Erzähler) – Regie: Fritz Göhler (Kinderhörspiel – Litera)
- 1982: Peter Hacks: Das Windloch – Geschichten von Henriette und Onkel Titus (Erzähler) – Regie: Fritz Göhler (Kinderhörspiel – Litera)
- 1983: Eva Dessarre: Das Meer kehrt stets zurück – Regie: Peter Groeger (Hörspiel – Rundfunk der DDR)
- 1983: Lion Feuchtwanger: Erfolg – Regie: Werner Grunow (Hörspiel – Rundfunk der DDR)
- 1987: Reinhard Griebner: Ich gehöre aber einer anderen Richtung an (von Galen) – Regie: Fritz Göhler (Hörspiel – Rundfunk der DDR)
- 1987: Selma Lagerlöf: Der Wechselbalg (Erzähler) – Regie: Christa Kowalski (Hörspiel – Rundfunk der DDR)
- 1987: Michail Bulgakow: Die letzten Tage Shukowski – Regie: Ingeborg Medschinski (Hörspiel – Rundfunk der DDR)
- 1988: Carlos Cerda: Kein Reisender ohne Gepäck (Alvaro) – Regie: Fritz Göhler (Hörspiel – Rundfunk der DDR)
- 1990: Paul Hengge: Ein Pflichtmandat – Regie: Robert Matejka (Hörspiel – RIAS Berlin)
- 1992: Heinrich Traulsen: König und Besenbinder (Hanskönig) – Regie: Peter Groeger (Kinderhörspiel – DS Kultur)
- 1995: Steffen Kopetzky: Die Entdeckung der Pyramiden – Regie: Ulrich Simontowitz (Hörspiel (Kunstkopf) – SFB)
- 1997: Ilona Jeismann/Peter Avar: Die graue staubige Straße (Marschall Tuchatschevskij) – Regie: Ilona Jeismann (Biographie – SFB)
- 2001: Matthias Scheliga: Schnecks Heimweg (Onkologe/Lupus) – Regie: Barbara Plensat (Hörspiel – SFB/ORB)
- 2013: Evelyn Dörr: Salome – Die Befreiung einer Theaterfigur. Eine akustische Choreographie (Erzähler) – Regie: Evelyn Dörr (Hörspiel – DLF/ RBB)

## Synchronarbeiten
| Film                                              | Jahr      | Rolle                           | Darsteller        |
| ------------------------------------------------- | --------- | ------------------------------- | ----------------- |
| Die Prinzessin mit dem goldenen Stern             | 1959      | Prinz Radovan                   | Josef Zíma        |
| Planet der Stürme                                 | 1962      | Aljoscha                        | Gennadi Wernow    |
| Krieg und Frieden                                 | 1966–1967 | Andrei Bolkonski                | Anatoli Ktorow    |
| Anna Karenina                                     | 1967      | Wronskij                        | Wassili Lanowoi   |
| Der Wolfsjunge                                    | 1970      | Dr. Jean Itard                  | François Truffaut |
| Schuld und Sühne                                  | 1970      | Rodion Romanowitsch Raskolnikow | Georgi Taratorkin |
| Der große Blonde mit dem schwarzen Schuh          | 1972      | Francois Perrin                 | Pierre Richard    |
| Nürnberg – Im Namen der Menschlichkeit            | 2000      | Fritz Sauckel                   | Ken Kramer        |
| Ein Leben für den Frieden – Papst Johannes XXIII. | 2003      | Don Rebuzzini                   | Sergio Fiorentini |

## Auszeichnungen
- 1980: Kritikerpreis der Berliner Zeitung für die Rolle des Kassierers in Von morgens bis Mitternacht von Georg Kaiser in der Volksbühne Berlin.[4]